# Império do Espírito Santo de São João de Deus
O Império do Espírito Santo de São João de Deus é um Império do Espírito Santo localizada na freguesia açoriana de Santa Luzia, concelho de Angra do Heroísmo.
Este Império do Espírito Santo tem a sua fundação no século XIX mais precisamente no ano de 1887.